# Александру Ипсиланти
Александру Ипсиланти или Александър Ипсиланти Стари е два пъти влашки и един път молдовски господар. Основател на династията Ипсиланти. Често е бъркан с неговия внук, който носи неговото име – Александър Ипсиланти. Жени се за Екатерини Мурузи, дъщеря на Димитриос Адамаки Мурузи, от която има син Константин Ипсиланти, също на два пъти влашки и един път молдовски господар.
Произхожда от фанариотско семейство влязло в сродство с местната болярска върхушка на дунавските княжества. Александру Ипсиланти е велик драгоман на Високата порта при преговорите и сключването на Кючуккайнарджийски мирен договор. Заслугите му за мира са високо оценени от Портата и му е поверено княжество Влахия непосредствено след мирния договор, в съгласие с руснаците.
Встъпвайки начело на Влашко, се обгражда с местни деятели, явно в израз на новия политически курс след мира от Кайнарджа. На 3 ноември 1774 г. местните боляри избират за свой господар Стефан Прасковену и Ипсиланти се вижда принуден да се съобразява и с тяхната воля. Още в края на 1774 г. сформира нов княжески съвет съставен изцяло от местни боляри. Всички княжески длъжности са поверени на местни хора с изключение на спатара, който е грък, но дори и той скоро е сменен с Яникица Въкъреску.
Александру Ипсиланти остава в историята с опита си да проведе повсеместни реформи във Влашко, след конформисткия курс (като поне външно и формално) на помирение с местните боляри и духовенство.  Освобождава манастирите от някои налози за сметка на задължението им да поддържат килийни училища. Въвежда пандурска охрана на обществения ред и по границите. Организира и въвежда за първи път във Влашко граждански съдилища след като обнародва така наречената Провинциална кондика наричана още Кодекс на Ипсиланти (сборник закони или кодификация под формата на позитивно право на обичайното право и Базиликите на влашки и гръцки език).  Кодексът на Ипсиланти заменя действалите и прилагани дотогава Правила на Василий Лупу и Правила на Матей Басараб. В Букурещ са учредени три върховни съдилища, като пред единия подлежат на обжалване актовете на княжеския диван.
През 1786 г. му е поверено молдовското господарство в навечерието на подготвяния от османците реванш с руско-турската война (1787 – 1792). Получава от Константинопол заповед да засили охраната на руската граница с еничари които не му се подчиняват и разграбват Яш и княжеския дворец, включително реквизират от селата добитък за военни нужди, с което предизвикват масово недоволство и в крайна сметка Ипсиланти се оказва в австрийски плен в Бърно до сключването на Свищовския договор. 
През август 1796 г. за втори път му е поверено влашкото господарство в разгара на кърджалийството. Ипсиланти се проваля в опита да озапти Осман Пазвантоглу, който непрестанно взема мастити реквизиции от Влашко и в крайна сметка е отстранен окончателно от властови позиции. По време на второто му господарстване над Влашко негов секретар е Константин Риза на когото Ипсиланти се изявява като патрон. 
Краят на земните дни на Александру Ипсиланти са сходни с тези на предходника му начело на княжество Влахия преди преломната руско-турска война (1768 – 1774) – Григоре III Гика. През декември 1806 г. непосредствено след началото на новата и поредна руско-турска война (1806 – 1812), на 80 годишна възраст, Ипсиланти е арестуван и в продължение на 35 дни подложен на мъчения да издаде контактите и тези на сина си Константин с руските разузнавачи в Константинопол. Според официалните сводки в дома му е намерено скривалище с 300 000 пиастри, след което е публично екзекутиран за предателство.